# Marcus Swyn

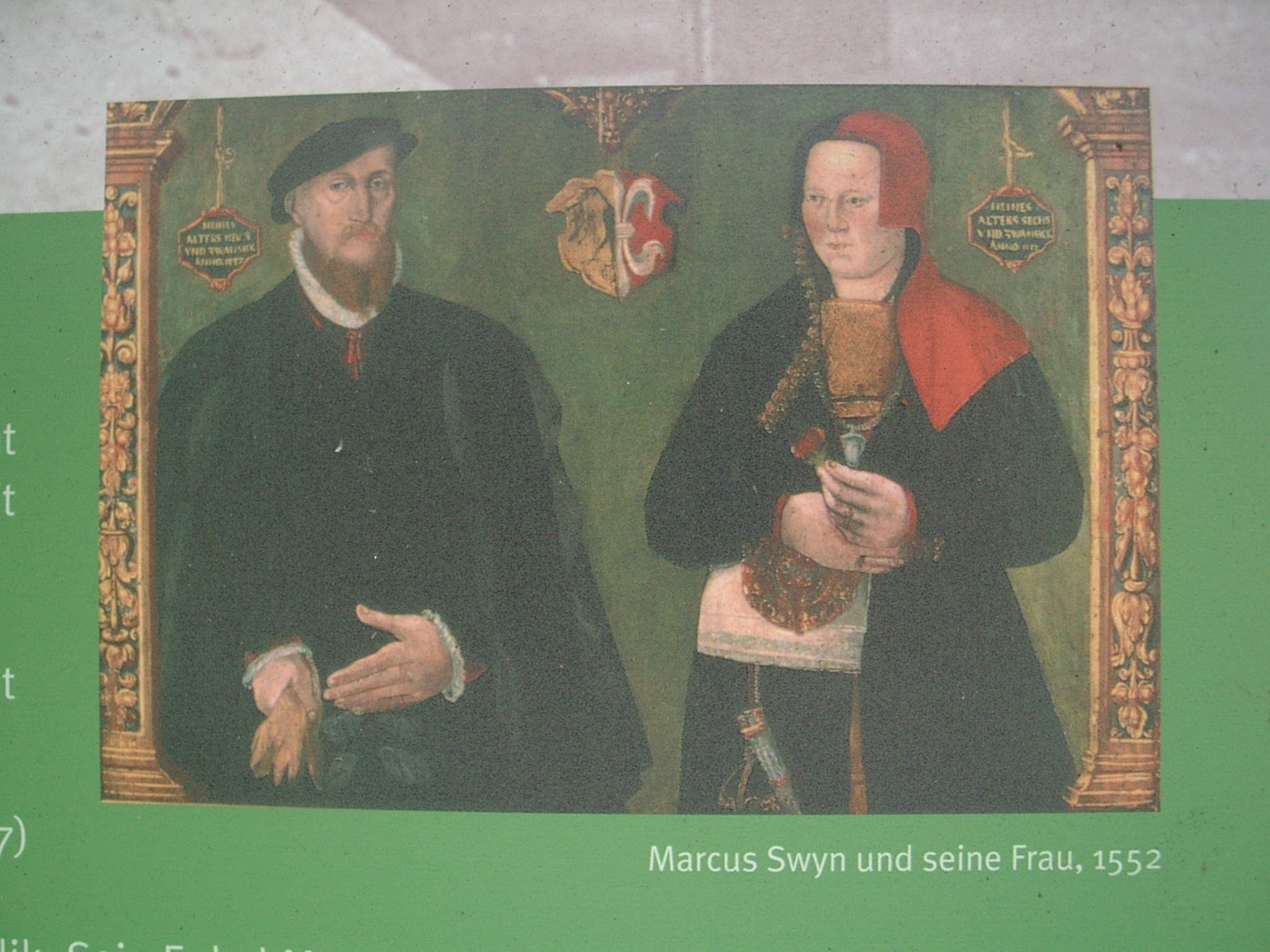
Marcus Swyn mit Ehefrau auf einer Schautafel des Geschlechterfriedhofs Lunden

Marcus Swyn (Schreibweise auch Markus Swin; * 1523 oder 1524 in Lunden; † 11. Juni 1585 ebenda) war unter Adolf I. erster herzoglicher Landvogt des Norderdrittenteils von Dithmarschen.

## Herkunft  und Wirken
Marcus Swyn war Sohn des Henning Swyn, eines Ratsherrn in Lunden, und Enkel des bekannteren Peter Swyn. Er war verheiratet mit Margarete Helmke aus einer aus Lehe stammenden Familie. Die Ehe blieb kinderlos.
Über Swyns Bildungsgang lassen sich nur Vermutungen anstellen. Er studierte mit Sicherheit Jura und interessierte sich auch für theologische Schriften der Reformationszeit.
Er gehörte dem Regentenkollegium der Dithmarscher Bauernrepublik an und war eine der 24 Geiseln, die nach der Letzten Fehde von den siegreichen Fürsten festgehalten wurden. Noch als Geisel nahm er an den Verhandlungen teil, bei denen Dithmarschen unter den Siegern König Friedrich II. von Dänemark-Norwegen und seinen Brüder, den Herzögen Adolf von Schleswig-Holstein-Gottorf und Hans von Schleswig-Holstein-Hadersleben geteilt wurde und eine neue Verwaltungsorganisation bekam.
Marcus Swyn wurde alsbald zum Landvogt im dem Gottorfer Herzog zugeteilten Norderdrittenteil ernannt. 1573 ersuchte er erfolgreich um Abschied vom Amt, das er aber einige Jahre später nochmals ausübte, weil sein Nachfolger aus dem Amt suspendiert worden war. Endgültig zog er sich im Februar 1579 zurück.

## Nachlass

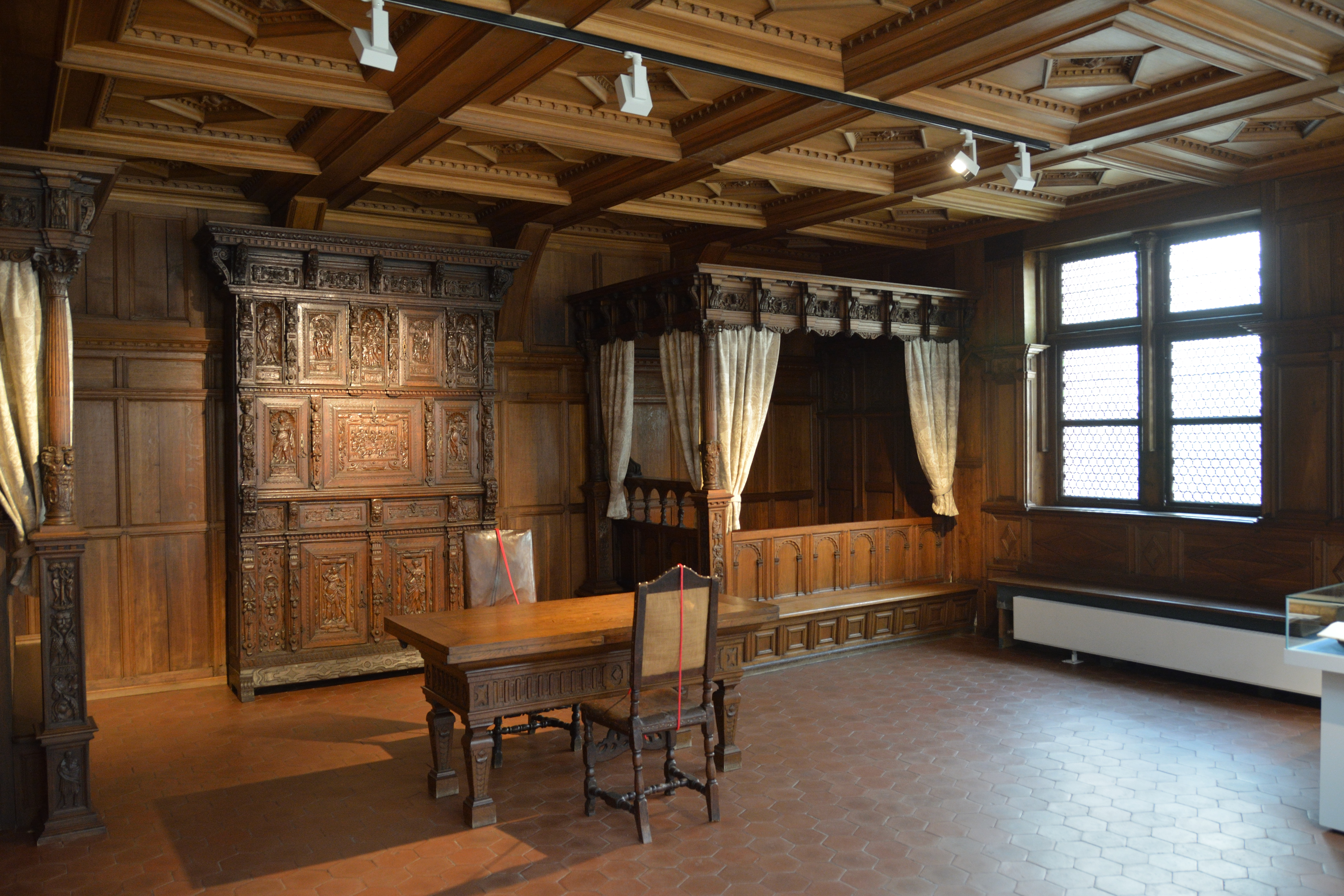
Gerichtssaal des Marcus Swyn im Dithmarscher Landesmuseum

Teile des bedeutenden, kulturhistorisch interessanten Nachlasses werden im Dithmarscher Landesmuseum aufbewahrt. Dazu gehören eine Bibliothek, die Marcus Swyn 1582 der St. Laurentiuskirche in Lunden gestiftet hatte, die Inneneinrichtung eines kostbar ausgestatteten Pesels sowie ein Porträt.
Das Doppelporträt von Swyn und seiner Frau aus dem Jahre 1552 zeigt ihn in höfisch-spanischer Tracht, mit Spitzenmanschetten, pelzbesetztem Mantel und Barett. Seine Frau trägt den zweifarbigen Kagel, einen typischen Bestandteil der Dithmarscher Frauentracht, reichen Schmuck, eine Schlüsseltasche und Besteckköcher. Sie stellen sich dar wie Bürgermeister und Ratsherren der vornehmen größeren Städte. Herren von Format des Marcus Swyn – so lautet ein Urteil – habe es in Dithmarschen nicht mehr als vierzig bis sechzig gegeben.

## Trivia
Der Spruch „Das kann kein Schwein lesen“ wird auf Marcus Swyn zurückgeführt. Nach dem Ende der Bauernrepublik in Dithmarschen sollten alle Besitzdokumente vom Landvogt Marcus Swyn beglaubigt werden. Waren die Papiere unleserlich geworden, stellte man fest: „Das kann ja nicht einmal mehr ein Swyn lesen. – Dat kann keen Swyn lesen.“